# Fannia tripla
Fannia tripla är en tvåvingeart som beskrevs av Nishida 1975. Fannia tripla ingår i släktet Fannia och familjen takdansflugor.
Artens utbredningsområde är Taiwan. Inga underarter finns listade i Catalogue of Life.